# Drienovská Nová Ves
Drienovská Nová Ves (1973–1980 slowakisch „Drieňovská Nová Ves“ – bis 1927 auch „Drinovská Nová Ves“; ungarisch Somosújfalu) ist eine Gemeinde im Osten der Slowakei mit 897 Einwohnern (Stand 31. Dezember 2024) im Okres Prešov, einem Teil des Prešovský kraj, und wird zur traditionellen Landschaft Šariš gezählt.

## Geographie

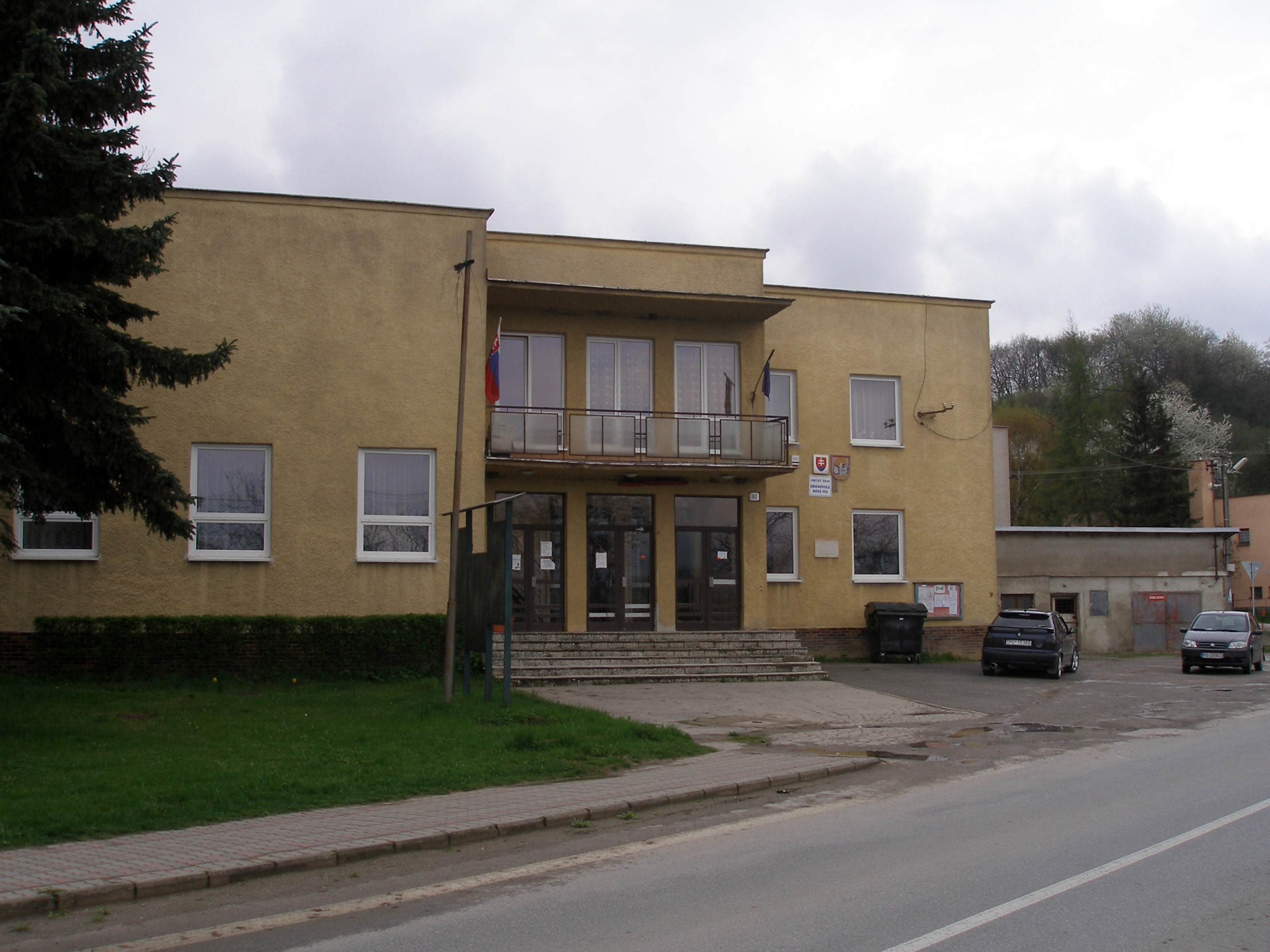
Sitz der Gemeindeverwaltung

Die Gemeinde befindet sich am Treffpunkt des Berglands Šarišská vrchovina mit dem Nordteil des Talkessels Košická kotlina im Tal der Torysa. Quer durch den Ort fließt der Novoveský potok. Das Ortszentrum liegt auf einer Höhe von 220 m n.m. und ist 12 Kilometer von Prešov entfernt.
Nachbargemeinden sind Kendice im Norden, Petrovany im Nordosten, Drienov im Osten und Südosten, Ličartovce im Süden und Radatice im Westen.

## Geschichte

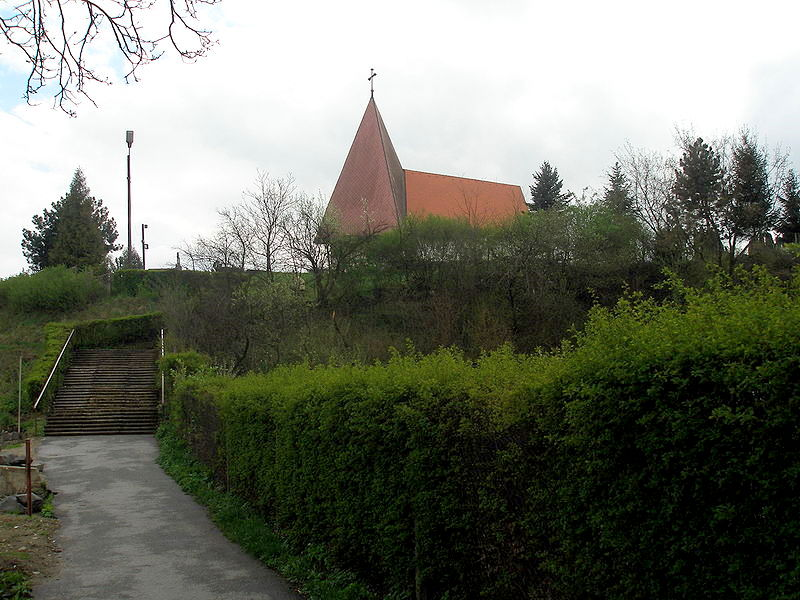
Kirche in Drienovská Nová Ves

Der Ort wurde zum ersten Mal 1335 als Wyfolua schriftlich erwähnt und war damals Teil der Herrschaftsgebietes von Drienov. 1427 sind 11 Porta verzeichnet. Bedeutende Besitzer waren im 16. Jahrhundert die Geschlechter Bocskay und Horváth, im 17. Jahrhundert Mariássy, dann im Jahr 1753 Dessewffy. Im 18. Jahrhundert war das Dorf ein Kurort. Die letzten Großgrundbesitzer stammten aus der Familie Andrássy. 1828 zählte man 40 Häuser und 316 Einwohner, deren Haupteinnahmequellen Kalkbrennerei und Landwirtschaft waren. Im Laufe des 19. Jahrhunderts entstanden ein Steinbruch und eine Ziegelei. Die erste Grundschule wurde 1904 eingerichtet.
Bis 1918 gehörte der im Komitat Scharosch liegende Ort zum Königreich Ungarn und kam danach zur Tschechoslowakei beziehungsweise heute Slowakei.

## Bevölkerung
| Jahr                | 1994 | 2004     | 2014     | 2024     |
| ------------------- | ---- | -------- | -------- | -------- |
| Anzahl der Personen | 619  | 697      | 804      | 897      |
| Unterschied         |      | +12,60 % | +15,35 % | +11,56 % |

| Jahr                | 2023 | 2024    |
| ------------------- | ---- | ------- |
| Anzahl der Personen | 866  | 897     |
| Unterschied         |      | +3,57 % |

Nach der Volkszählung 2011 wohnten in Drienovská Nová Ves 750 Einwohner, davon 676 Slowaken, 30 Roma, zwei Tschechen sowie jeweils ein Deutscher und Magyare. Ein Einwohner gab eine andere Ethnie an und 39 Einwohner machten keine Angabe zur Ethnie.
561 Einwohner bekannten sich zur römisch-katholischen Kirche, 106 Einwohner zur Evangelischen Kirche A. B., 12 Einwohner zur griechisch-katholischen Kirche und zwei Einwohner zur orthodoxen Kirche. 25 Einwohner waren konfessionslos und bei 44 Einwohnern wurde die Konfession nicht ermittelt.

## Bauwerke
- römisch-katholische Kirche Hl. Dreifaltigkeit